# River Lee
Der River Lee (irisch: An Laoi) ist ein Fluss in der Republik Irland im County Cork. Er entspringt westlich von Gougane Barra und fließt dann etwa 55 km in östlicher Richtung nach Cork, wo er den Cork Harbour bildet, bevor er in die Keltische See mündet. Noch vor Cork speist der Lee zusammen mit anderen Flüssen das Iniscarra Reservoir, an dem sich mehrere Wasserkraftwerke befinden.